# Santi García
Santiago García González (Madrid, 29 de agosto de 2001) es un futbolista español que juega en la demarcación de centrocampista en el Gil Vicente Futebol Clube de la Primeira Liga de Portugal.

## Biografía
Tras empezar su carrera futbolística en el CF Trival Valderas Alcorcón, finalmente en 2020 recaló en las filas inferiores del Getafe CF "B". Debutó con el segundo equipo el 8 de noviembre de 2020 contra la UD Poblense, encuentro que finalizó con empate a cero. El 16 de diciembre de 2021 debutó con el primer equipo en Copa del Rey contra el CD Atlético Baleares.

## Clubes
Actualizado al último partido disputado el 27 de febrero de 2025.
| Club                        | País     | Año       | Partidos | Goles |
| --------------------------- | -------- | --------- | -------- | ----- |
| CF Trival Valderas Alcorcón | España   | 2019-2020 | 18       | 1     |
| Getafe CF "B"               | España   | 2020-2024 | 86       | 21    |
| Getafe CF                   | España   | 2021-2024 | 2        | 0     |
| Gil Vicente FC              | Portugal | 2024-     | 20       | 2     |